# Theodor Valdemar Cornelius-Knudsen
Theodor Valdemar Cornelius-Knudsen (født 13. september 1844 i København, død 16. maj 1920 samme sted) var en dansk instrumentmager.
Han studerede på Den Polytekniske Læreanstalt indtil 1865, og overtog sin fars instrumentmagerforretning der var grundlagt i 1838 på Ulfeldts Plads, og senere flyttet til Købmagergade i København. Hans virksomhed Cornelius Knudsen Kjøbenhavn og instrumenter blev verdenskendt, særligt indenfor søfart og navigation.